# Młodzieszynek
Młodzieszynek – wieś w Polsce położona w województwie mazowieckim, w powiecie sochaczewskim, w gminie Młodzieszyn. Ma status sołectwa.
| SIMC    | Nazwa    | Rodzaj  |
| ------- | -------- | ------- |
| 0732111 | Stefanów | kolonia |

W latach 1975–1998 miejscowość administracyjnie należała do województwa skierniewickiego.